# Lex Hortensia
Lex Hortensia – zwana też ustawą Hortensjusza; akt prawny obowiązujący w starożytnym Rzymie.
Wydany w 287 albo 286 roku p.n.e., miał ogromne znaczenie dla systemu źródeł prawa rzymskiego, rozszerzył obowiązywanie uchwał plebsu (tzw. plebiscita) na patrycjuszy. Na mocy lex Hortensia zrównano więc formalnie plebiscita i tzw. leges (ustawy), a więc także wprowadzono równouprawnienie polityczne między plebejuszami a patrycjuszami. Data wydania legis Hortensiae jest uważana za symboliczny koniec walk pomiędzy tymi grupami.